# Achille Van Acker
Achille Honoré Van Acker, född 8 april 1898 i Brygge, död 10 juli 1975, var en belgisk politiker (Belgiska socialistpartiet). 

## Biografi
Van Acker blev 1927 medlem av deputeradekammaren och gjorde en uppmärksammad parlamentarisk karriär med ekonomiska och sociala frågor som specialitet. Han deltog under andra världskriget i motståndsrörelsen mot tyskarna och inträdde efter Belgiens befrielse 1944 som arbetsminister under Pierlot och blev vid dennes avgång i februari 1945 själv konseljpresident i en koalitionsregering med alla Belgiens partier representerade.
Som regeringschef förde Van Acker på sommaren samma år förhandlingar med Leopold III om dennes abdikation och motsatte sig energiskt konungens återkomst till Belgien. Hans ställningstagande framkallade i juli de katolska ministrarnas avgång varefter han i augusti ombildade sin regering. Efter nyval till deputeradekammaren i mars 1946, som stärkte katolikernas och försvagade koalitionspartiernas ställning, lämnade Van Acker in regeringens avskedsansökan.
Van Acker var Belgiens premiärminister i tre omgångar: 12 februari 1945-13 mars 1946 (bestående av två kabinettsperioder), 31 mars-3 augusti 1946 och 23 april 1954-26 juni 1958. 1961-74 var han ordförande i representanthuset.
De tre första Van Acker-regeringarna under 1945-1946 blev kortlivande på grund av den belgiska politiska krisen rörande Leopold III och hans roll, som pågick 1944-1951.